# ISO 3166-2:MZ
Kódy ISO 3166-2 pro Mosambik identifikují 10 provincií a 1 město (stav v roce 2015). První část (MZ) je mezinárodní kód pro Mosambik, druhá část sestává z jednoho nebo tří písmen identifikujících provincii nebo město.

## Seznam kódů
| Kód    | Subjekt      | Hlavní město | Typ subj. |
| ------ | ------------ | ------------ | --------- |
| MZ-A   | Niassa       | Lichinga     | provincie |
| MZ-B   | Manica       | Chimoio      | provincie |
| MZ-G   | Gaza         | Xai-Xai      | provincie |
| MZ-I   | Inhambane    | Inhambane    | provincie |
| MZ-L   | Maputo       | Matola       | provincie |
| MZ-MPM | Maputo       |              | město     |
| MZ-N   | Nampula      | Nampula      | provincie |
| MZ-P   | Cabo Delgado | Pemba        | provincie |
| MZ-Q   | Zambézia     | Quelimane    | provincie |
| MZ-S   | Sofala       | Beira        | provincie |
| MZ-T   | Tete         | Tete         | provincie |